# Lîtovka, Ohtîrka
Lîtovka (în ucraineană Литовка) este un sat în comuna Bakîrivka din raionul Ohtîrka, regiunea Sumî, Ucraina.

## Demografie
Componența lingvistică a localității Lîtovka
     Ucraineană (93,83%)
     Rusă (4,85%)
     Belarusă (1,32%)
Conform recensământului din 2001, majoritatea populației localității Lîtovka era vorbitoare de ucraineană (93,83%), existând în minoritate și vorbitori de rusă (4,85%) și belarusă (1,32%).